# Associazione Sportiva Bari 1957-1958
Questa voce raccoglie le informazioni riguardanti l'Associazione Sportiva Bari nelle competizioni ufficiali della stagione 1957-1958.

## Stagione
Il Bari è al terzo anno consecutivo di Serie B, l'ottavo della sua storia (senza contare la Seconda Divisione del 1923-24).
Confermato alla guida tecnica della squadra Allasio, nel calciomercato estivo si cerca di rinforzare quelli che vengono ritenuti i punti deboli della squadra, prestando attenzione ai giovani emergenti. Tra i vari acquisti vi sono Erba (attaccante capocannoniere del campionato di B precedente) e il portiere Magnanini dal Parma; la punta Rebizzi dall'Inter di Milano. In uscita il centravanti romano Cancellieri (dopo 97 presenze accumulate in cinque stagioni in biancorosso). Nel ruolo di regista si punta alla rivalutazione di Eros Baccalini. La stampa giudica il mercato del Bari saggio e giudizioso, considerando i galletti capaci di inserirsi nella lotta per i primi posti.

Il coach del Bari Federico Allasio, per lui prima promozione nella sua carriera di allenatore.

In campionato i biancorossi hanno un andamento positivo e non molto costante. In 4ª giornata vittoria in casa 2-1, nel derby contro il Taranto capolista. La domenica successiva, a Cagliari (dove il Bari vince 2-1), Farinelli contrae l'influenza asiatica e Rebizzi si frattura tibia e perone, in uno scontro con il portiere sardo Persico. In 9ª giornata sfida al Della Vittoria con il favorito Palermo (la gara è considerata uno "spareggio per la Serie A"): i rosanero chiudono il primo tempo in vantaggio, 1-0, sotto la pioggia; nei primi minuti del secondo tempo l'acquazzone si fa molto violento (nell'intervallo, il guardiano dello stadio barese ha praticato diversi buchi nel terreno per facilitare il drenaggio del campo) e la squadra di casa chiede la sospensione della gara, ma i siciliani si oppongono. Al 71º minuto, su una respinta del portiere palermitano a un tiro di Baccalini (maturato sugli sviluppi di una punizione), l'accorrente Erba ribatte in rete: 1-1. Galvanizzati, i galletti cingono d'assedio il Palermo e a due minuti dalla fine dei tempi regolamentari, dopo una nuova respinta dell'estremo difensore rosanero su Baccalini, Erba in tuffo segna il 2-1. A questo punto la richiesta dei siciliani di sospendere la partita non viene accolta dall'arbitro Grignani e i baresi chiudono l'incontro ottenendo due punti (una vittoria rimasta impressa nelle memorie dei tifosi baresi allora presenti al "della Vittoria"). Il girone d'andata finisce con i galletti secondi in classifica a quota 19 punti, a 5 lunghezze dalla Triestina capolista.
I friulani vengono raggiunti dal Bari, a 34 punti, dopo l'1-0 nella 25ª giornata contro il Lecco, staccando il Venezia (in terza posizione) di 5 lunghezze. Mancano nove giornate alla fine del campionato.
Il 22 marzo 1958 la Lega Calcio, per mano del presidente Giuseppe Pasquale emana finalmente il meccanismo di promozioni e retrocessioni della stagione corrente relativo alle prime tre serie (la stessa federazione, prima di questo momento non ha deciso nulla in tal senso; questo meccanismo è necessario in vista della modifica degli organici delle serie calcistiche che allora è in atto).
I baresi subiscono un calo, ottenendo 2 punti in quattro giornate (dati dai due pari con Catania e Marzotto). Dopo la vittoria sotto gli applausi, per 3-0 a Messina in 30ª giornata (i peloritani sono, come i baresi, in corsa per i primi posti), alcuni giornali del Nord Italia insinuano che il club biancorosso si sia accordato con l'arbitro Marchetti di Milano per agevolare la vittoria appena conseguita in Sicilia e che abbia contatti con la FIGC per aver facilitata la promozione in massima serie (si dà il via al cosiddetto "caso Torres"; il Bari viene definito da questi giornali "squadra squillo"); tuttavia al momento, i fatti che vengono riportati su tali rotocalchi, a supporto delle suddette tesi non vengono ritenuti sufficienti ad aprire un'inchiesta. Nelle ultime quattro giornate gli uomini di Allasio ottengono 7 punti, chiudendo il campionato al secondo posto con 45 punti, a due lunghezze dalla Triestina testa di serie (che ottiene quindi la promozione diretta in Serie A) e quattro dal Venezia, terzo classificato.

### Gli spareggi per la Serie A
Ma i biancorossi non giocano lo spareggio con l'Atalanta, penultima classificata della Serie A; la società orobica deve rispondere alle accuse a suo carico, nel processo sul cosiddetto "caso Azzini" (gli spareggi per la Serie A sono quindi sospesi). L'A.S. Bari, che a causa di questo processo deve aspettare di sapere sia la data degli spareggi che la formazione con cui li disputerà e non può concorrere alla Coppa Italia(trofeo reintrodotto dopo quindici anni di assenza, il Bari non può parteciparvi perché dev'essere pronto a giocare gli spareggi in qualsiasi momento) protesta; indignati anche alcuni organi istituzionali baresi, critici nei confronti della Riforma Pasquale e l'opinione pubblica (che già non aveva accolto con entusiasmo il meccanismo di retrocessioni e promozioni all'indomani della pubblicazione). La risoluzione del caso Azzini e la conseguente sospensione degli spareggi terminano nella prima metà del mese di luglio; l'Atalanta viene retrocessa d'ufficio in Serie B, il Verona è ripescato dall'ultima alla penultima posizione (nella classifica di massima serie).
Gli spareggi vengono fissati per il 20 luglio a Bologna e il 24 luglio a Roma. Allasio prepara i galletti a Casalecchio di Reno, il Verona, che si avvale della consulenza tecnica di Gipo Viani ed Elliott Van Zandt (che sono rispettivamente commissario tecnico della Nazionale azzurra e preparatore atletico del Milan), sulle Alpi. 10000 pugliesi seguono la squadra nel capoluogo emiliano, più del doppio a Roma. Nel primo turno, a Bologna, i biancorossi attaccano più degli scaligeri, vedendosi più volte respingere i tiri dal portiere veronese Ghizzardi; al 21º minuto della ripresa viene superata la difesa veneta e approfittando di un passaggio smarcante di Farinelli, Erba batte a rete (il primo spareggio finisce 1-0). Nel confronto della capitale, all'81º minuto Erba porta in vantaggio (1-0) la formazione barese ribadendo di testa, in rete una palla tirata con un calcio d'angolo e raddoppia quattro minuti dopo. Il fischio finale (il risultato rimane fermo sul 2-0) decreta il ritorno in Serie A del Bari, dopo otto anni (quattro dei quali passati a peregrinare in Serie C e IV Serie). Tornata il giorno seguente a Bari, la squadra viene portata in trionfo dalla stazione centrale fino a piazza Prefettura (passando per via Sparano).
(Gianni Antonucci)
Un anno dopo alcuni elementi sul caso Torres furono impugnati, chiedendo per il Bari dieci punti di penalizzazione nel campionato di Serie A: la società ne uscì scagionata e non subì alcuna penalità.

## Divise
Le divise per la stagione '57-'58 sono state le seguenti:
| Prima divisa | Seconda divisa |

## Organigramma societario
Area direttiva
- Presidente: Gianfranco Brunetti
- Segretario generale: Filippo Nitti

Area tecnica
- Allenatore: Federico Allasio
- Secondo allenatore: Tommaso Maestrelli
- Accompagnatore: comm. Angelo Albanese

Area sanitaria
- Medico sociale: Domenico Ambruosi
- Massaggiatore: Mordini

## Rosa
| N. |                   | Ruolo | Calciatore        |
| -- | ----------------- | ----- | ----------------- |
|    | Italia (bandiera) | P     | Emilio Buttarelli |
|    | Italia (bandiera) | P     | Enzo Magnanini    |
|    | Italia (bandiera) | P     | Cappelluti        |
|    | Italia (bandiera) | D     | Luciano Gariboldi |
|    | Italia (bandiera) | D     | Carlo Mupo        |
|    | Italia (bandiera) | D     | Giovanni Romano   |
|    | Italia (bandiera) | D     | Ermanno Tarabbia  |
|    | Italia (bandiera) | C     | Lorenzo Cappa     |
|    | Italia (bandiera) | C     | Biagio Catalano   |
|    | Italia (bandiera) | C     | Lando Macchi      |
|    | Italia (bandiera) | C     | Mario Mazzoni     |

| N. |                   | Ruolo | Calciatore              |
| -- | ----------------- | ----- | ----------------------- |
|    | Italia (bandiera) | C     | Gianni Seghedoni        |
|    | Italia (bandiera) | C     | Eros Baccalini          |
|    | Italia (bandiera) | A     | Luigi Bretti (capitano) |
|    | Italia (bandiera) | A     | Luigi De Robertis       |
|    | Italia (bandiera) | A     | Paolo Erba              |
|    | Italia (bandiera) | A     | Sisto Romano Farinelli  |
|    | Italia (bandiera) | A     | Aldo Novelli            |
|    | Italia (bandiera) | A     | Giancarlo Rebizzi       |
|    | Italia (bandiera) | ?     | Favia                   |
|    | Italia (bandiera) | ?     | Liberti                 |

## Calciomercato

### Sessione estiva
| Acquisti | Acquisti          | Acquisti      | Acquisti   |
| R.       | Nome              | da            | Modalità   |
| -------- | ----------------- | ------------- | ---------- |
| P        | Cappelluti        | Noci          | definitivo |
| P        | Enzo Magnanini    | Parma         | definitivo |
| D        | Carlo Mupo        | Foggia        | definitivo |
| D        | Ermanno Tarabbia  | Legnano       | definitivo |
| A        | Luigi De Robertis | Torremaggiore | definitivo |
| A        | Paolo Erba        | Parma         | definitivo |
| A        | Giancarlo Rebizzi | Brescia       | definitivo |

| Cessioni | Cessioni            | Cessioni   | Cessioni   |
| R.       | Nome                | a          | Modalità   |
| -------- | ------------------- | ---------- | ---------- |
| P        | Pietro Oldani       | ?          | definitivo |
| D        | Paolo Marcora       | Solbiatese | definitivo |
| A        | Antonio Cancellieri | Siracusa   | definitivo |
| A        | Giorgio Ive         | Legnano    | prestito   |

La spesa totale sostenuta per il mercato è di 62 milioni di £.

### Sessione autunnale (novembre)
Nessuna operazione.

## Risultati

### Serie B

#### Girone di andata
| Arbitro: | Mori (Cremona) |

|                              |           |  |
| Novelli 16’ Rebizzi 67’, 68’ | Marcatori |  |

| Arbitro: | Guarnaschelli (Pavia) |

|  |           |                                    |
|  | Marcatori | 61’ Callegari 71’ (aut.) Seghedoni |

| Arbitro: | Mori (Cremona) |

|               |           |             |
| Rizzolini 53’ | Marcatori | 23’ Rebizzi |

| Arbitro: | Jonni (Macerata) |

|                        |           |                 |
| Novelli 56’ Bretti 66’ | Marcatori | 7’ Giammarinaro |

| Arbitro: | Rebuffo (Milano) |

|                    |           |                     |
| Regalia 57’ (rig.) | Marcatori | 2’ Erba 62’ Rebizzi |

| Arbitro: | Ubezio (Novara) |

|                 |           |          |
| Erba 81’ (rig.) | Marcatori | 73’ Neri |

| Arbitro: | Menchini (Udine) |

|                          |           |          |
| Baldini 6’ Stefanini 62’ | Marcatori | 64’ Erba |

| Arbitro: | Angelini (Firenze) |

|  |           |                                        |
|  | Marcatori | 38’ Erba 57’ Bretti 84’ (rig.) Mazzoni |

| Arbitro: | Grignani (Milano) |

|               |           |              |
| Erba 71’, 88’ | Marcatori | 17’ Vernazza |

| Arbitro: | Guarnaschelli (Pavia) |

|                            |           |  |
| Caroli 23’ Carapellese 29’ | Marcatori |  |

| Arbitro: | Famulari (Messina) |

|                               |           |  |
| De Robertis 24’ Seghedoni 54’ | Marcatori |  |

| Trieste 8 dicembre 1957 12ª giornata | Triestina       | 0 – 0 referto | Bari | Stadio Comunale\| Arbitro: \| Ubezio (Novara) \| |
| Arbitro:                             | Ubezio (Novara) |               |      |                                                  |

| Bari 15 dicembre 1957 13ª giornata | Bari         | 0 – 0 referto | Messina | Stadio della Vittoria\| Arbitro: \| Adami (Roma) \| |
| Arbitro:                           | Adami (Roma) |               |         |                                                     |

| Arbitro: | Angelini (Firenze) |

|                        |           |                           |
| Magni 3’ Carminati 61’ | Marcatori | 79’ Novelli 84’ Baccalini |

| Arbitro: | Perego (Milano) |

|                   |           |          |
| Dell'Omodarme 46’ | Marcatori | 50’ Erba |

| Arbitro: | Rebuffo (Milano) |

|            |           |  |
| Bretti 72’ | Marcatori |  |

| Arbitro: | Boati (Milano) |

|                                   |           |                       |
| Gaeta 2’ Campagnoni 63’ Lugli 64’ | Marcatori | 4’ Farinelli 12’ Erba |

#### Girone di ritorno
| Arbitro: | Fornari (Bologna) |

|  |           |                                   |
|  | Marcatori | 6’ Baccalini 21’, 88’ De Robertis |

| Arbitro: | Marchetti (Milano) |

|  |           |                 |
|  | Marcatori | 27’ De Robertis |

| Arbitro: | Vanni (Pisa) |

|                                       |           |  |
| Seghedoni 2’ Erba 37’ De Robertis 42’ | Marcatori |  |

| Arbitro: | Moriconi (Roma) |

|                         |           |            |
| Giammarinaro 42’ (rig.) | Marcatori | 26’ Macchi |

| Arbitro: | Fornari (Bologna) |

|            |           |             |
| Bretti 60’ | Marcatori | 76’ Regalia |

| Arbitro: | Adami (Roma) |

|             |           |                                             |
| Provezza 1’ | Marcatori | 27’ (rig.) Mazzoni 88’ Bretti 89’ Farinelli |

| Arbitro: | Grillo (Napoli) |

|                 |           |  |
| De Robertis 82’ | Marcatori |  |

| Arbitro: | Campagna (Palermo) |

|             |           |  |
| Mazzoni 72’ | Marcatori |  |

| Arbitro: | Angelini (Firenze) |

|                              |           |  |
| Azzali 58’, 70’ Vernazza 85’ | Marcatori |  |

| Bari 6 aprile 1958 27ª giornata | Bari           | 0 – 0 referto | Catania | Stadio della Vittoria\| Arbitro: \| Mori (Cremona) \| |
| Arbitro:                        | Mori (Cremona) |               |         |                                                       |

| Arbitro: | Orlandini (Roma) |

|            |           |                        |
| Bretti 15’ | Marcatori | 74’ Renosto 85’ Petris |

| Arbitro: | Ferrari (Milano) |

|              |           |               |
| Biagioli 28’ | Marcatori | 55’ Farinelli |

| Arbitro: | Marchetti (Milano) |

|  |           |                                |
|  | Marcatori | 10’ Rebizzi 40’, 88’ Farinelli |

| Arbitro: | Gambarotta (Genova) |

|             |           |  |
| Rebizzi 55’ | Marcatori |  |

| Arbitro: | De Magistris (Torino) |

|            |           |  |
| Bretti 44’ | Marcatori |  |

| Arbitro: | Mori (Cremona) |

|                                  |           |                                |
| Barbieri 51’ (rig.) Guidazzi 84’ | Marcatori | 35’, 44’ Rebizzi 37’ Seghedoni |

| Bari 25 maggio 1958 34ª giornata | Bari            | 0 – 0 referto | Zenit Modena | Stadio della Vittoria\| Arbitro: \| Caputo (Napoli) \| |
| Arbitro:                         | Caputo (Napoli) |               |              |                                                        |

### Spareggi per la Serie A
| Arbitro: | Orlandini (Roma) |

|  |           |          |
|  | Marcatori | 66’ Erba |

| Arbitro: | Bonetto (Torino) |

|               |           |  |
| Erba 81’, 85’ | Marcatori |  |

## Statistiche

### Statistiche di squadra
| Competizione | Punti | In casa | In casa | In casa | In casa | In casa | In casa | In trasferta | In trasferta | In trasferta | In trasferta | In trasferta | In trasferta | Neutro | Neutro | Neutro | Neutro | Neutro | Neutro | Totale | Totale | Totale | Totale | Totale | Totale | DR  |
| Competizione | Punti | G       | V       | N       | P       | Gf      | Gs      | G            | V            | N            | P            | Gf           | Gs           | G      | V      | N      | P      | Gf     | Gs     | G      | V      | N      | P      | Gf     | Gs     | DR  |
| ------------ | ----- | ------- | ------- | ------- | ------- | ------- | ------- | ------------ | ------------ | ------------ | ------------ | ------------ | ------------ | ------ | ------ | ------ | ------ | ------ | ------ | ------ | ------ | ------ | ------ | ------ | ------ | --- |
| Serie B      | 45    | 17      | 10      | 5       | 2       | 20      | 8       | 17           | 7            | 6            | 4            | 27           | 20           | 2      | 2      | 0      | 0      | 3      | 0      | 36     | 19     | 11     | 6      | 50     | 28     | +22 |

### Statistiche individuali
| Giocatore      | Serie B  | Serie B |
| Giocatore      | Presenze | Reti    |
| -------------- | -------- | ------- |
| E. Baccalini   | 25       | 2       |
| L. Bretti      | 19       | 7       |
| E. Buttarelli  | 18       | -       |
| L. Cappa       | 32       | 0       |
| Cappelluti     | 0        | -       |
| B. Catalano    | 1        | 0       |
| L. De Robertis | 26       | 6       |
| P. Erba        | 29       | 12      |
| R. Farinelli   | 29       | 5       |
| Favia          | 0        | -       |
| L. Gariboldi   | 23       | 0       |
| Liberti        | 0        | -       |
| L. Macchi      | 22       | 1       |
| E. Magnanini   | 18       | -       |
| M. Mazzoni     | 32       | 3       |
| C. Mupo        | 3        | 0       |
| A. Novelli     | 22       | 3       |
| G. Romano      | 16       | 0       |
| G. Rebizzi     | 12       | 8       |
| G. Seghedoni   | 34       | 3       |
| E. Tarabbia    | 33       | 0       |